# To niesamowite
To niesamowite (ang. So Weird) – amerykańsko-kanadyjski serial młodzieżowy nadawany na kanale Disney Channel w latach 1999–2001.
W każdym odcinku są pokazywane niezwykłe historie rodem z Archiwum X, ale dla nastolatków, czyli o wiele lżejsze wydarzenia, które zawsze szczęśliwie się kończą i nikomu nie dzieje się nic złego.

## Obsada
- Patrick Levis – Jack Phillips
- Mackenzie Phillips – Molly Phillips
- Eric Lively – Carey Bell
- Cara DeLizia – Fiona 'Fi' Phillips
- Alexz Johnson – Annie Thelen
- Erik von Detten – Clu Bell
- Dave Ward – Ned Bell
- Belinda Metz – Irene Bell
- Chris Gibson – Rick Phillips
- Tegan Moss – Rhonda
- Adrienne Carter – Chelsea
- June B. Wilde – Mrs. Mansfield